# Men in Black: International
Men in Black: International ist eine Science-Fiction-Action-Komödie von F. Gary Gray. Die Fortsetzung von Men in Black 3 kam am 13. Juni 2019 in die deutschen und einen Tag später in die US-Kinos.

## Handlung
Im Jahr 2016 verhindern die Agenten High T und H auf dem Eiffelturm in Paris eine Invasion der Erde durch eine als „Der Schwarm“ bekannte Alien-Spezies.
In der nachfolgenden Szene, die 20 Jahre zuvor in New York spielt, erlebt die junge Molly Wright, wie ihre Eltern nach der Begegnung mit einem Alien von den Men in Black mit einem stiftähnlichen Gerät neuralisiert werden, d. h. ihre Erinnerung wird gelöscht. Dem kleinen Alien, das sich bei Auftauchen der Men in Black in ihrem Zimmer versteckt hält, verhilft sie zur Flucht.
Molly widmet daraufhin ihr Leben dem Aufspüren der Men in Black und bewirbt sich dafür unter anderem beim FBI und der CIA, wird dort jedoch in Bezug auf vermutete geheime Abteilungen zur Behandlung von Alien-Aktivitäten auf der Erde nicht ernst genommen. Während ihres Jobs als Servicekraft im Callcenter eines Telekommunikationsanbieters schlägt die von ihr durchgeführte Überwachung des Weltraums an. Sie entdeckt ein abgestürztes Raumschiff mitten in New York und mehrere Men in Black, die dem Vorfall nachgehen. Molly verfolgt die Men in Black und findet schließlich deren Basis. Sie versucht sich einzuschleichen, löst dabei aber Eindringlingsalarm aus. Im anschließenden Verhör durch Agent O, die Leiterin der US-Zweigstelle der Men in Black, kann Molly diese davon überzeugen, sie zu rekrutieren. Nach erfolgreicher Ausbildung wird Molly als Agent M auf Probe eingestellt und für ihren ersten Auftrag zur Zweigstelle nach London entsandt. Dort trifft M auf den Leiter der Zweigstelle High T und auf Agent H.

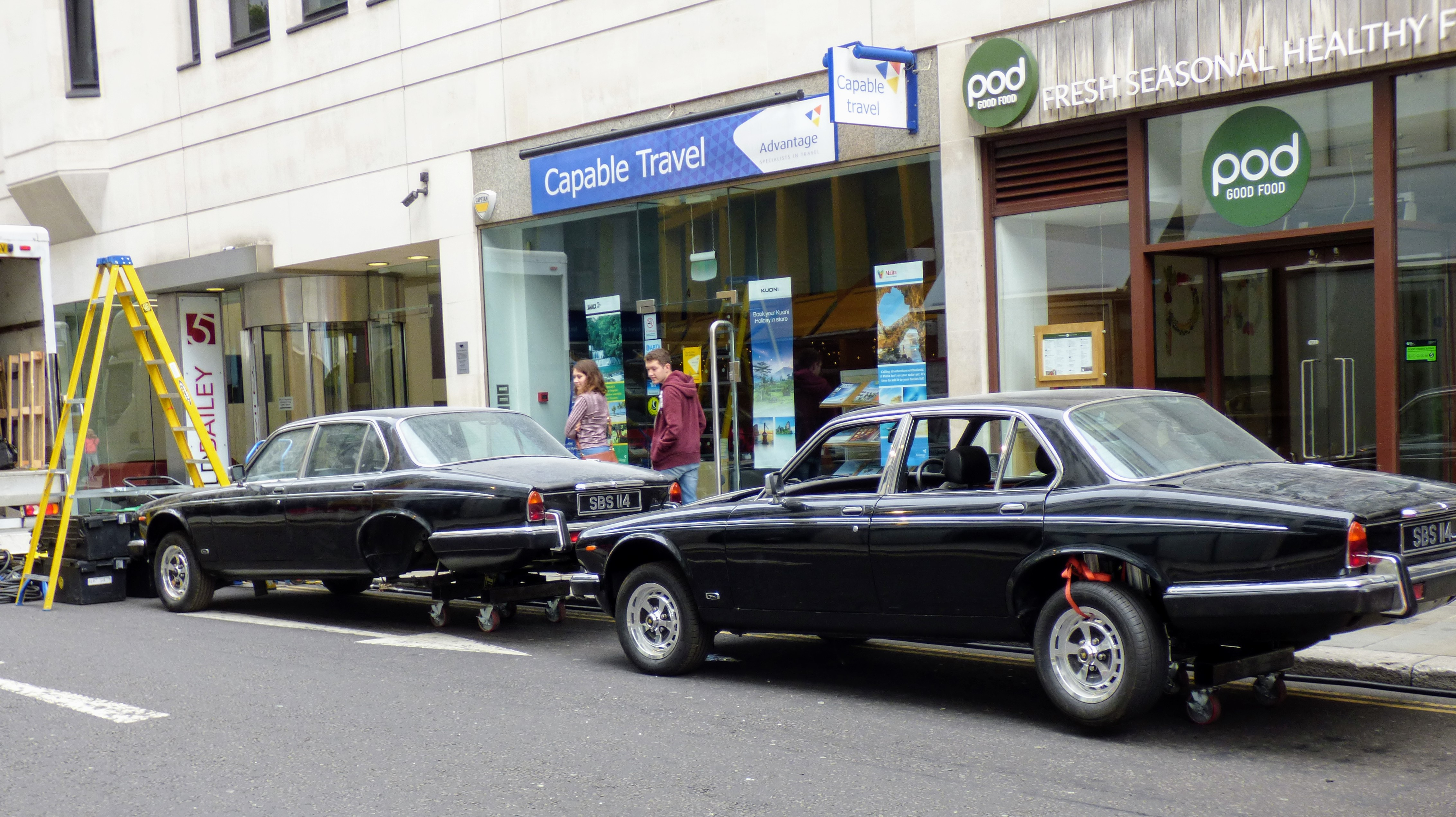
Dreharbeiten in London, September 2018

Zwischenzeitlich tauchen zwei bisher unbekannte Aliens in Marrakesch auf, die nach dem Mord an mehreren Menschen erfolglos versuchen, Alien-Attentäter zu rekrutieren, um Vungus den Hässlichen ermorden zu lassen. Diese lehnen den Auftrag aufgrund intergalaktischer Abkommen ab. Gleichzeitig wird in London Agent H damit beauftragt, Vungus während seines Aufenthalts auf der Erde zu bewachen. Agent M kann H davon überzeugen, sie mitzunehmen. In einem Club werden die drei von den Alien-Zwillingen aufgespürt und Vungus vergiftet. Da H durch die Auswirkungen des Giftes auf Vungus fälschlicherweise annimmt, dass Vungus lediglich zu viel Alkohol konsumiert hat, schaffen H und M ihn aus dem Club, damit er sich in seiner Unterkunft ausnüchtern kann. Auf Vungus’ Fahrzeug wird jedoch kurz nach der Abfahrt ein Anschlag verübt, nach dem sich H und M in einem Kampf den Alien-Zwillingen stellen. Während des Kampfes stirbt Vungus, kann aber vor seinem Tod M noch einen Kristall übergeben.
In der anschließenden Einsatzbesprechung treffen Agent H und C aufeinander, die sich offensichtlich nicht ausstehen können. Bevor die Situation eskalieren kann, ruft High T beide zur Räson. High T präsentiert die bisherigen Untersuchungsergebnisse, in denen sich die Alien-Zwillinge als Teil des vermeintlich in Paris vernichteten „Schwarms“ darstellen. M äußert die Vermutung, dass es bei den Men in Black einen Maulwurf geben muss, da außer den anwesenden Agents High T, C, H und M nur eine Handvoll weiterer hochrangiger Agenten von Vungus’ Anwesenheit auf der Erde wussten. High T beauftragt C und M mit weiteren Untersuchungen. Agent H, einem Bauchgefühl folgend, überzeugt M davon, Untersuchungen vor Ort in Marrakesch anzustellen.
Dort entdecken die beiden Pawny, den einzigen Überlebenden des Rekrutierungsversuchs durch die Zwillinge, der M als seiner neuen Königin die Treue schwört und die beiden von da an begleitet. Währenddessen entdeckt C bei der Auswertung der Videoüberwachung des Angriffs auf Vungus, H und M, dass Vungus M den Kristall übergeben hat. Er schickt daraufhin einen Einsatztrupp nach Marrakesch, um H und M festnehmen zu lassen. Diese können auf einem Alien-Motorrad in die Wüste entkommen, welches beim Absturz beschädigt wird. In der Wüste stellt sich der Kristall als eine futuristische Kanone mit genügend Feuerkraft heraus, um ganze Planeten zu vernichten. Die Waffe wird H und M von einem Alien gestohlen, während diese versuchen, das Motorrad zu reparieren.
H, M und Pawny begeben sich daraufhin nach Neapel, wo die intergalaktische Waffenhändlerin Riza aus ihrer Festung heraus operiert. H versucht erfolglos, sich als Rizas Ex-Freund wieder bei ihr einzuschmeicheln, und wird von ihr hinausgeworfen. Es gelingt ihm jedoch, einige ihrer Handlanger zu überwältigen und die Festungsverteidigung zu deaktivieren, damit M eindringen kann. Im anschließenden Kampf zwischen Riza und M sowie Rizas Bodyguard und H gelingt es M zwar, die Waffe wieder in die Hände zu bekommen, jedoch droht der Bodyguard damit, H zu töten, sollte sie die Waffe nicht aushändigen. Der Bodyguard stellt sich als der Alien heraus, dem Molly in ihrer Kindheit zur Flucht verholfen hat. Der Bodyguard wendet sich dadurch gegen seine Chefin und verhilft so wiederum den Agenten zur Flucht. Bevor sie die Festungsinsel verlassen können, werden sie von den Zwillingen erneut aufgespürt und in die Ecke gedrängt. Gerade noch rechtzeitig kann eine Einsatztruppe um High T die beiden aufspüren und die Zwillinge ausschalten.
Zurück in London lässt High T die Waffe sicherstellen, um sie an Vungus’ Volk zurückzugeben und damit die diplomatischen Wogen zu glätten. Bei der Feier im Londoner Büro kommt es M und H allerdings aufgrund von Äußerungen der Zwillinge vor ihrem Tod seltsam vor, dass es das nun schon gewesen sein soll. Sie überprüfen, ob sich die Waffe noch in der Asservatenkammer befindet; diese ist jedoch entwendet worden. Der Verdacht der beiden fällt auf High T, der nach Paris entkommt, um die Waffe dem „Schwarm“ zu übergeben. In Wirklichkeit konnten High T und H den Schwarm ein paar Jahre zuvor nicht besiegen; stattdessen hat High T einen Pakt mit dem „Schwarm“ geschlossen und H neuralisiert, sodass dieser im Glauben war, über den Schwarm gesiegt zu haben.
H und M können High T auf der Spitze des Eiffelturms stellen und ihn sowie den Schwarm mithilfe der Waffe und dank Pawnys Einsatz vernichten. Agent H wird zum neuen Leiter des Londoner Büros auf Probe befördert, während M zur regulären Agentin ernannt und zurück nach New York beordert wird. Der Film endet mit einer gemeinsamen Spritztour der beiden im Men-in-Black-Auto.

## Produktion
Im Mai 2013, ein Jahr nach der Premiere von Men in Black 3, gab Sony bekannt, bei Oren Uziel einen Entwurf für ein Fortsetzungs-Drehbuch beauftragt zu haben. Letztlich wurde das Drehbuch von Matt Holloway und Art Marcum geschrieben. Regie führte F. Gary Gray. Als Kameramann fungierte Stuart Dryburgh.
Die Besetzung mit Liam Neeson wurde im Mai 2018 bekannt.
Die Filmmusik wurde von Danny Elfman und Chris Bacon komponiert. Der Soundtrack wurde am 14. Juni 2019 von Sony Classical veröffentlicht.
Der Film kam am 13. Juni 2019 in die deutschen und am darauffolgenden Tag in die US-amerikanischen und chinesischen Kinos.

## Rezeption

### Altersfreigabe
In den USA wurde der Film von der MPAA als PG-13 eingestuft. In Deutschland wurde der Film von der FSK ab 12 Jahren freigegeben.

### Einspielergebnis
Die weltweiten Einnahmen des Films aus Kinovorführungen belaufen sich auf rund 253,9 Millionen US-Dollar. In Deutschland verzeichnete er in den ersten zwei Monaten 417.682 Besucher.

### Auszeichnungen
Nickelodeon Kids’ Choice Awards 2020
- Nominierung als Bester Schauspieler (Chris Hemsworth, gemeinsam mit Avengers: Endgame)[10]

People’s Choice Awards 2019
- Nominierung als Comedy Movie of 2019
- Nominierung als Female Movie Star of 2019 (Tessa Thompson)[11]

Teen Choice Awards 2019
- Nominierung in der Kategorie Choice Action Movie
- Nominierung in der Kategorie Choice Action Movie Actress (Tessa Thompson)[12]

## Synchronisation
Die deutsche Synchronisation entstand nach einem Dialogbuch und der Dialogregie von Elisabeth von Molo im Auftrag der Berliner Synchron GmbH Wenzel Lüdecke.
| Schauspieler / Originalsprecher | deutscher Synchronsprecher | Rolle           |
| ------------------------------- | -------------------------- | --------------- |
| Chris Hemsworth                 | Tommy Morgenstern          | Agent H         |
| Tessa Thompson                  | Marie-Isabel Walke         | Agent M         |
| Liam Neeson                     | Bernd Rumpf                | Agent High T    |
| (Kumail Nanjiani)               | Tobias Müller              | Pawny           |
| Rafe Spall                      | Rainer Fritzsche           | Agent C         |
| Rebecca Ferguson                | Berenice Weichert          | Riza            |
| Emma Thompson                   | Monica Bielenstein         | Agent O         |
| (Kayvan Novak)                  | Matti Klemm                | Vungus          |
| Spencer Wilding                 | Tilo Schmitz               | Luca Brasi      |
| (Kayvan Novak)                  | Asad Schwarz               | Nasr            |
| (Kayvan Novak)                  | Axel Malzacher             | Bassam          |
| Stephen Wight                   | Sebastian Schulz           | Ethan / Guy     |
| Mandeiya Flory                  | Isabell Reiß               | Molly (Kind)    |
| Marcy Harriell                  | Sandrine Mittelstädt       | Mollys Mutter   |
| Inny Clemons                    | Dietmar Wunder             | Mollys Vater    |
| Annie Burkin                    | Nina Herting               | Nerlene         |
| (Tim Blaney)                    | Michael Iwannek            | Frank, der Hund |

## Cameo-Auftritte
Im Film gibt es wie schon in den drei Vorgängerfilmen Cameo-Auftritte von Prominenten. In einer Szene, in der die beiden Agents M und High T die Zentrale der Men in Black betreten, ist in einer Hologramm-Projektion an der Wand für wenige Sekunden ein landesspezifischer Prominenter zu sehen. In der deutschen Fassung hat dort Jérôme Boateng einen Cameo-Auftritt. In Großbritannien ist in der Szene der TV-Moderator Piers Morgan zu sehen, in den USA sind es Ariana Grande, Donald Glover und Elon Musk, in Belgien Dimitri Vegas, in Indien der Bollywood-Schauspieler Ashish Chanchlani, in Spanien der YouTuber El Rubius, in Malaysia der Vlogger Phei Yong.